# Apodrosus viridium
Apodrosus viridium (лат.) — вид жуков-долгоносиков из подсемейства Entiminae (Polydrusini). Название происходит от особенностей зелёной окраски чешуек, покрывающих тело (viridis, «зелёный»).

## Распространение
Северная Америка: Доминиканская Республика.

## Описание
Жуки-долгоносики мелких размеров, длина тела от 2,5 до 3,5 мм. От близких видов отличается мелкими размерами, головной прямой бороздкой (Apodrosus stenoculus) и яркой зелёной окраской (Apodrosus artus). Форма тела вытянутая, длина в 2,6 раза больше ширины. Рострум по длине почти равен своей ширине. Основная окраска , ноги коричневые. Крылья и плечевые бугры развиты. Усики 12-члениковые. Нижнечелюстные щупики 3-члениковые, нижнегубные щупики состоят из трёх сегментов. Вид был впервые описан в 2010 году в ходе родовой ревизии, проведённой пуэрто-риканскими энтомологами Jennifer C. Girón и Nico M. Franz (Department of Biology, Университет Пуэрто-Рико, Маягуэс, Пуэрто-Рико).